# Digama rileyi
Digama rileyi là một loài bướm đêm thuộc họ Erebidae. Nó được tìm thấy ở Châu Phi, bao gồm Uganda.